# ژاکی
ژاکی (به لاتین: Žáky) یک منطقهٔ مسکونی در جمهوری چک است که در شهرستان کوتنا هورا واقع شده‌است.